# Vincenzo Purpura
Pour les articles homonymes, voir Vincenzo et Purpura.
Vincenzo Purpura, né à Castelvetrano  le 2 septembre 1885, mort en 1976, est un homme politique italien.

## Biographie

### Débuts dans le syndicalisme révolutionnaire
Vincenzo Purpura s'engage jeune dans le syndicalisme révolutionnaire italien d'Enrico Leone et d'Arturo Labriola et appartient en 1903 au Circolo Giovanile Socialista de Palerme défendant les idées du Georges Sorel. À cette époque, il fonde, avec Vito Mercadante, syndicaliste de Ferrovie dello Stato Italiane et poète sicilien, le Groupe syndicaliste révolutionnaire à Palerme auquel adhère le militant des Faisceaux siciliens,Bernardino Verro. Influencé par l'enseignement de Vito Cusumano (d), Giuseppe Salvioli (it), Raffaele Schiattarella (d), et Napoleone Colajanni le groupe prône la grève générale pensée par Georges Sorel et Fernand Pelloutier.
Il fonde l'hebdomadaire La Fiaccola, dont il est le rédacteur en chef, puis, à partir de son installation à Rome, en 1906, appartient au comité de rédaction de La gioventù socialista, journal national sorélien et anarcho-syndicaliste de la Fédération de la Jeunesse socialiste, dirigée par Alceste De Ambris et Paolo Orano. De retour à Palerme, il crée Il Germe.

### Première Guerre mondiale et avènement du fascisme
Antimilitariste, il est surveillé par les autorités qui le considèrent comme un propagandiste dangereux. Puis, en 1915, il se déclare favorable à l'intervention de l'Italie aux côtés de la Triple-Entente et est envoyé combattre.
Purpura reprend son activisme politique après la guerre. Élu au conseil municipal de Palerme sur une liste de l'Association des anciens combattants, il est assesseur de 1920 à 1924 et poursuit une politique de scolarisation des classes populaires. Il est agressé après avoir dénoncé des fraudes dans les nominations des enseignants du primaire et en conserve une cicatrice au visage.  
Il participe, en avril 1919, au premier groupe palermitain fondé par Vittorio Ambrosini lors du Sansepolcrismo encore proche du socialisme interventionniste. Il s'éloigne de Mussolini quand celui-ci accède au pouvoir. Il démissionne du conseil municipal de Palerme dirigé par le prince Giuseppe Lanza di Scalea et s'engage dans l'antifascisme après le meurtre de Giacomo Matteotti.  

### Antifascisme et autonomisme sicilien
Il constitue avec d'autres membres du Groupe syndical révolutionnaire une cellule sociale-démocrate dirigée par le duc Giovanni Antonio Colonna de Cesarò mais l'initiative échoue. 
Titulaire d'un laurea en droit, il se consacre alors essentiellement au métier d'avocat.  
Il se rapproche des socialistes et des communistes, puis rejoint le mouvement Giustizia e Libertà. Franc-maçon, il prend la tête des antifascistes de Caltanissetta et fonde en 1941 le Parti d'action sicilien avec l'avocat Antonino Ramirez, issu du Parti libéral. 
Durant l'été 1940, Purpura crée l'association Sicilia e Libertà tendant vers le projet indépendantiste sicilien d'Andrea Finocchiaro Aprile par la constitution d'un État républicain indépendant sur l'île, inclus dans une Union des républiques italiennes. Elle s'unit au groupe de Finocchiaro Aprile le 27 août 1943 sous l'Union pour l'indépendance de la Sicile (UPIS) qui ne survit pas longtemps aux divergences entre les séparatistes finocchiariens et les fédéralistes purpuriens. Pour ces derniers, le séparatisme profiterait aux grands propriétaires plutôt qu'au peuple. 
Avec Lucio Tasca Bordonaro, Antonino Ramirez et le lieutenant Caruso, il imagine soulever Palerme et y installer un gouvernement antifasciste lors du débarquement allié en Sicile, mais aurait été arrêté par l'intervention d'Andrea Finocchiaro Aprile. Le 22 juillet 1943, Vincenzo Purpura organise la première rencontre des forces politiques antifascistes à Bagheria, au cours de laquelle les partis présents s'accordent sur le manifeste du Fronte Unico della Libertà. Favorable aux Alliés, le tract n'en est pas moins frappé par l'interdiction générale de publication imposée par l'AMGOT, et donc est imprimé et diffusé clandestinement.
En conformité avec la ligne nationale du Parti d'action, Purpura aspire à la destitution du roi et une réforme institutionnelle profonde. Purpura prend part au mouvement autonomiste sicilien dans une visée sociale et unitaire, en opposition au Mouvement pour l'indépendance de la Sicile qu'il juge favorable aux forces réactionnaires agraires, et ouvert aux anciens fascistes. Il représente son parti à la Consulta regionale où il participe à la commission d'enquête sur la criminalité sicilienne. 

### Dernières responsabilités
Lors des Élections régionales de 1951 en Sicile, il est élu à l'Assemblée régionale sicilienne avec le Bloc du Peuple. En 1952, il est conseiller communal de Palerme.
Candidat pour le Parti socialiste italien, il est battu par le représentant de la Démocratie chrétienne aux élections générales italiennes de 1958.